# Кисіль Олександр Маркович
 Кисі́ль Олекса́ндр Марко́вич (1855 — † 1933, Прилуцький повіт Полтавська губернія (тепер Прилуки Чернігівська область)) — власник маєтку в селі Дідівці Прилуцького повіту Полтавської губернії з 1885 р., депутат Прилуцького повітового земства з 1895 р., з 1914 р. редактор газети «Прилукский голос».

## Біографія
Олександр Маркович найстарший син від першого шлюбу Аліни Крагельської (Кисіль) та полковника Кисіля Марка Дмитровича. Брат Кисіль Юлії Марківни (1857-?) та Кисіль Софії Марківни (1863–1887). Виховувався в Києві, а влітку перебував у маєтку в Дідівцях.
Вищу освіту здобув у Києві. З 1885 року власник маєтку в селі Дідівцях Прилуцького повіту. З 1895 року не раз обирався депутатом Прилуцького повітового земства. Читав лекції з сільського господарства. Написав кілька книжок про поліпшення сільськогосподарського виробництва. З 1914 року працював редактором газети «Прилукский голос».
Особисто знав Миколу Костомарова. Ще 17-річним юнаком він відвозив 4 серпня 1873 р. лист своєї матері на київську квартиру професора Володимира Антоновича (на розі Жилянської та Ковальської вулиць) для передачі М. Костомарову із запрошенням «приехать к вичернему чаю». Завдяки цьому листу і відбулася зустріч після тривалої розлуки його матері А. Крагельської (Кисіль) та М. Костомарова, після якої вони обвінчалися 9 травня 1875 року.